# Kamenec (district de Rokycany)
Pour les articles homonymes, voir Kamenets.
Kamenec  (en allemand : Weißgrün, précédemment : Weissgrün) est une commune du district de Rokycany, dans la région de Plzeň, en République tchèque. Sa population s'élevait à 69 habitants en 2021.

## Géographie
Kamenec se trouve à 3 km au nord du centre de Radnice, à 16 km au nord de Rokycany, à 23 km au nord-est de Plzeň et à 65 km à l'ouest-sud-ouest de Prague.
La commune est limitée par Lhotka u Radnic au nord, par Hlohovice à l'est, par Radnice au sud et par Němčovice à l'ouest.

## Histoire
La première mention écrite du village date de 1838.

## Transports
Par la route, Kamenec trouve à 19 km de Rokycany, à 30 km de Plzeň et à 79 km de Prague. 